# Dov'è l'individuo?
Dov'è l'individuo? è un album formato da 12 tracce composto dal cantante napoletano Federico Salvatore nell'anno 2004.
L'album è stato prodotto da Luigi Zaccheo per l'etichetta indipendente Arancia Records.

## Tracce
1. Dov'è l'individuo
2. Quelli che si lasciano andare
3. Fra me e l'albero
4. L'ateo cristiano
5. Musica leggera
6. Sul presepe del 2000
7. Nascondi il cuore fra due tette
8. Alchi... mia
9. La lepre
10. Il passatista
11. Voglio un castello di sabbia
12. 'Ncopp' 'e strade d' 'o core

## Formazione
- Luigi Zaccheo - arrangiamento, pianoforte e tastiere
- Daniele Iacono - batteria
- Andrea Rosatelli - basso e contrabbasso
- Gianluca Verrengia - chitarre[1]